# Vidar Johansen

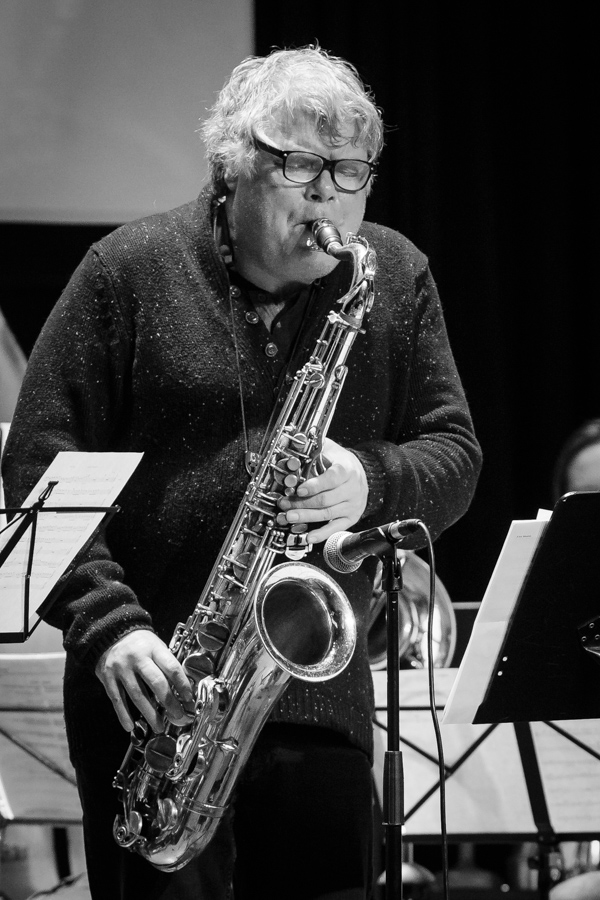
Johansen, Cosmopolite Oslo 2016

Vidar Johansen (* 2. Juni 1953) ist ein norwegischer Jazzsaxophonist, -flötist und -bassklarinettist.

## Leben
Johansen begann seine Laufbahn als Jazzmusiker Anfang der 1970er Jahre in einem Quartett mit Jon Eberson. Er war 1974 bis 1975 Mitglied des Quartetts von Jon Balke und leitete danach mit Erik Balke ein eigenes Quartett, mit dem er beim Moldejazz-Festival (1975) und beim Vossajazz-Festival (1976) teilnahm. Daneben war er Mitglied der Jazzrock-Gruppe Adonis.
Von 1977 bis 1983 war er u. a. Mitglied der Jazzrock-Gruppe Lotus. Er spielte 1978 in Espen Ruds Gruppe Kråbøl, leitete 1978/79 ein Quartett mit Åsmund Snortheim und arbeitete mit den Bands von Åge Røthe, Per Høglend und Anne-Marie Giørtz. Von 1979 bis 1989 spielte er im Lille Frøen Saksofonkvartett, mit dem er an mehreren Festivals teilnahm und die LP 4 menn aufnahm.
Mit Kåre Garnes und Tom Olstad gründete Johansen 1990 ein Trio, ab 1991 wirkte er an mehreren Alben der Gruppe Søyr mit. Erfahrungen als Bigband-Musiker sammelte er mit der Jacob Hansen/Harald Gundhus Storband, der Radiostordandet, mit der er von 1978 bis 1990 zusammenarbeitete, dem Per Husby Dedication Orchestra, dem The Gambian/Norwegian Friendship Orchestra, der Jens Wendelboe Big Band, der Lars Martin Myhre/Slagen Storband und der Kjell Karlsen Big Band.
1995 nahm er mit seinem Trio sein erstes eigenes Album, Lopsided – Live at Oslo Jazzhus, auf. Mit Bjørnar Andresen und Thomas Strønen gründete er die Gruppe Bayashi, die die Alben Help Is on Its Way (2001) und Rock (2004) veröffentlichte. Weiterhin wirkte er an Alben von Tine Asmundsen, Jacob Young, Eric Wesselthoft (Con Amor) und Sonny Simmons mit. 2004 spielte er mit dem Crimetime Orchestra das Album Life Is a Beautiful Monster ein.